# Claspettomyia
Claspettomyia is een muggengeslacht uit de familie van de galmuggen (Cecidomyiidae).

## Soorten
- C. bidentata (Felt, 1920)
- C. carpatica Mamaev, 1998
- C. chrysanthemi (Panelius, 1965)
- C. formosa (Bremi, 1847)
- C. hamata (Felt, 1907)
- C. niveitarsis (Zetterstedt, 1850)
- C. paneliusi Mamaev, 1998
- C. pini (Felt, 1907)
- C. rossica Mamaev, 1998
- C. toelgi (Kieffer, 1912)